# Greatest Hits (album av Wizex)
Greatest Hits är ett samlingsalbum från 1980 av det svenska dansbandet Wizex. 

## Låtlista

### Sida A
| Nr | Titel                                                   | Låtskrivare                                 | Längd |
| -- | ------------------------------------------------------- | ------------------------------------------- | ----- |
| 1. | "Miss Decibel"                                          | Lasse Holm, Gert Lengstrand                 | 2.42  |
| 2. | "Mitt liv går runt som en karusell (US of America)"     | Donna Fargo, Margot Borgström               | 2.35  |
| 3. | "It's the Same Old Song"                                | Lamont Dozier, Brian Holland, Eddie Holland | 3.26  |
| 4. | "Se dej i din spegel"                                   | Lasse Holm, Monica Forsberg                 | 3.33  |
| 5. | "When You Walk in the Room"                             | Jackie Deshannon                            | 2.24  |
| 6. | "Är du rädd att bli ensam (Have You Never Been Mellow)" | John Farrar, Britt Lindeborg                | 3.19  |

### Sida B
| Nr | Titel                      | Låtskrivare                                            | Längd |
| -- | -------------------------- | ------------------------------------------------------ | ----- |
| 1. | "Om en stund"              | Lars Hagelin, Tommy Stjernfeldt, Monica Forsberg       | 3.22  |
| 2. | "Huckle-Buck Again"        | Okänd                                                  | 2.32  |
| 3. | "Som en sång"              | Lasse Holm, Monica Forsberg                            | 3.00  |
| 4. | "Skateboard (Run Run Run)" | Alan Carvell, Brian Keith, Björn Håkanson, S. Schröder | 2.45  |
| 5. | "If I Sing You a Lovesong" | Ronnie Scott, Steve Wolfe                              | 4.01  |
| 6. | "Tack och farväl"          | Tommy Stjernfeldt, Lars Hagelin                        | 2.30  |

### Fotnoter
1. ↑  ”Svenska dansband - Wizex (1980)”. Arkiverad från originalet den 4 mars 2016. https://web.archive.org/web/20160304194219/http://www.svenskadansband.se/img3444.htm. Läst 12 september 2008.
2. ↑  ”Discogs”. http://www.discogs.com/Wizex-Greatest-Hits-Vol-1/release/1737586. Läst 22 april 2011.